# ゆめいらんかね
「ゆめいらんかね」は、1976年10月21日に発売されたやしきたかじんの正式的なデビューシングル。

## 解説
アルバム『TAKAJIN』と同時発売。前作の「娼婦和子」が発売禁止になったため、この作品が実質的なデビューシングルとなる。シングルのジャケットにはたかじんが商店街の前で立ち止まっている姿が写っている。作曲が本名名義となっている。

## 収録曲
- 両楽曲共に、作詞：荒木十章／作曲：家鋪隆仁／編曲：クニ河内

1. ゆめいらんかね [03:52]
2. 流れ者 [03:43]